# Боннівілл (Кентуккі)
Боннівілл (англ. Bonnieville) — місто (англ. city) в США, в окрузі Гарт штату Кентуккі. Населення — 269 осіб (2020).

## Географія
Боннівілл розташований за координатами 37°22′40″ пн. ш. 85°54′6″ зх. д. / 37.37778° пн. ш. 85.90167° зх. д. (37.377646, -85.901660).  За даними Бюро перепису населення США в 2010 році місто мало площу 1,44 км², з яких 1,44 км² — суходіл та 0,00 км² — водойми.

## Демографія
Згідно з переписом 2010 року, у місті мешкало 255 осіб у 101 домогосподарстві у складі 67 родин. Густота населення становила 177 осіб/км².  Було 153 помешкання (106/км²).
Расовий склад населення:
| - 95,7 % — білих - 0,8 % — чорних або афроамериканців - 1,6 % — осіб інших рас |

До двох чи більше рас належало 2,0 %. Частка іспаномовних становила 3,5 % від усіх жителів.
За віковим діапазоном населення розподілялося таким чином: 28,2 % — особи молодші 18 років, 55,3 % — особи у віці 18—64 років, 16,5 % — особи у віці 65 років та старші. Медіана віку мешканця становила 38,5 року. На 100 осіб жіночої статі у місті припадало 83,5 чоловіків;  на 100 жінок у віці від 18 років та старших — 83,0 чоловіків також старших 18 років.
Середній дохід на одне домашнє господарство  становив 33 328 доларів США (медіана — 28 906), а середній дохід на одну сім'ю — 34 558 доларів (медіана — 31 042). За межею бідності перебувало 45,0 % осіб, у тому числі 81,3 % дітей у віці до 18 років та 21,1 % осіб у віці 65 років та старших.
Цивільне працевлаштоване населення становило 83 особи. Основні галузі зайнятості: виробництво — 24,1 %, роздрібна торгівля — 18,1 %, освіта, охорона здоров'я та соціальна допомога — 12,0 %, інформація — 8,4 %.